# 朗屏站
朗屏站（英語：Long Ping Station）是一個位於香港新界元朗區宏樂街與朗業街交界，朗屏邨的東南面，屬於港鐵屯馬綫的鐵路車站，車站於2003年12月20日啟用。
- 車站外觀（2021年4月）

## 車站構造
朗屏站屬於架空車站，而車站下方原為數條明渠的交匯點，現時大部分已被覆蓋，成為站底的宏達路、媽橫路、朗業街以及元朗安樂路。
另外，由於地質問題，朗屏站的樁柱深度達129米，為目前世界紀錄中最深的樁柱。
此外，朗屏站目前也是在輕鐵服務範圍內唯一不接駁輕鐵的車站。

### 樓層
| U2                | 月台 | \| \| \| 屯馬綫往烏溪沙（元朗） \| 2 \| \| \| 島式 · 開右邊车门 \| \| \| \| \| \| \| 1 \| 屯馬綫往屯門（天水圍） \| \| \| |   |  |
| C/U1              | 大堂 | 出入口、客務中心、車站商店、自助服務、洗手間                                                                              |   |  |
| G                 | 地面 | 出入口 |   |  |
|                   |      | 屯馬綫往烏溪沙（元朗） | 2 |  |
| 島式 · 開右邊车门 |      | |   |  |
|                   | 1    | 屯馬綫往屯門（天水圍） |   |  |

### 大堂
朗屏站大堂位於C層，而大堂內亦設有商店及自助服務設施，另外大堂付費區內亦設有洗手間。
- 車站大堂（2025年6月）

### 月台
朗屏站設有一座島式月台，而月台層的頂部中央部分亦設有天窗，加上月台層兩側均為月台幕門及露天式路軌，故日間天晴時陽光能夠從多角度直接照射進月台層，顯得月台層特別明亮。
- 車站月台（2021年7月）

### 出入口
朗屏站設有7個出入口，其中B2出口則以行人天橋接駁原有的行人天橋，直通朗屏邨及元朗廣場；而C出口並直通車站上蓋物業朗城滙。
|                                                 |            | |      |
| 編號                                            | 指示       | 建議前往的目的地 | 圖片 |
| 出口 · A · 盲道标志 · 升降机标志 · 扶手电梯标志 | 宏樂街     | 屏義路、博愛醫院歷屆總理聯誼會梁省德學校、宏樂街、元朗朗屏村惠州學校、旭日花苑 |      |
| 出口 · A · 盲道标志 · 升降机标志 · 扶手电梯标志 | 宏樂街     | 屏義路、博愛醫院歷屆總理聯誼會梁省德學校、宏樂街、元朗朗屏村惠州學校、旭日花苑 |      |
| 出口 · B · 1 · 扶手电梯标志                     | 朗屏邨     | 屏信街 |      |
| 出口 · B · 2 · 盲道标志 · 无障碍通道标志        | 朗屏邨     | 俊賢坊、明愛社區書院、趙聿修紀念中學、工聯會元朗綜合服務中心、香港聖公會聖馬提亞堂、挺直脊科中心、朗屏邨、朗屏體育館、新界鄉議局元朗區中學、博愛醫院鄧佩瓊紀念中學、聖公會靈愛小學、水邊村、水邊圍邨、水田村、聖伯多祿聖保祿堂、聖馬提亞堂肖珍幼稚園、聖馬提亞堂幼兒學校、東華三院盧幹庭紀念中學、元朗民政事務署大廈、元朗賽馬會健康院、元朗文化康樂大樓、元朗商會小學、元朗商會中學、元朗朗屏邨東莞學校、元朗公園、元朗廣場、元朗大球場、元朗游泳池、元朗劇院、元朗大會堂、豐年路站 |      |
| 出口 · C · 盲道标志                             | 朗城滙     | 青山公路（元朗大馬路）、廉政公署、朗城滙、擊壤路、安寧路、寶樂坊 |      |
| 出口 · D · 盲道标志                             | 保輝徑     | 青山公路（元朗大馬路）、安寧路、保輝徑 |      |
| 出口 · E · 盲道标志 · 扶手电梯标志              | 大橋村     | 大橋村、中華基督教會元朗真光小學、明愛元朗陳震夏中學、合益廣場、入境事務處元朗辦事處、賽馬會廣場、朗晴邨、大橋街市、同益街市、世宙、元朗捐血站、元朗中心、元朗政府合署、開心廣場 |      |
| 出口 · F · 升降机标志 · 扶手电梯标志            | 東頭工業區 | 恩福元朗堂暨愛鄰中心、雄偉工業大廈、鈞樂新邨、麗新元朗中心、朗壹廣場、保良局曹貴子動感青年天地、博愛醫院陳是護養院、新順福中心、虹方、朗屏8號、映御、宏富苑、東頭工業區、裕豐中心、朗屏站公共運輸交匯處 |      |
| 註： 設有 \| 設有 \| 設有 \| 設有扶手電梯       |            | |      |

## 接駁交通
現時在車站F出口北面設有朗屏站公共運輸交匯處，而C出口南面並設有的士站或小巴站。另外，朗屏站為屯馬綫於新界西輕鐵營運範圍內唯一不能直接轉乘輕鐵的車站，不過乘客可使用B2出口之行人天橋步行至位於青山公路－元朗段的輕鐵豐年路站。

## 歷史
- 車站月台（2008年12月）
- 大堂（2007年9月）

朗屏站於2003年12月20日隨九廣西鐵通車而啟用，而車站承建商為香港建設－艾銘建築聯營。

### 事件
- 2019年7月27日，原定舉辦反對逃犯條例修訂草案及警黑勾結活動的光復元朗遊行被警方發出反對通知書，大部分人士改以買老婆餅、李鵬悼念會、基督教聚會、佛教聚會、何韻詩歌迷會等聚集元朗。因元朗多處有大批示威者與警方爆發激烈衝突，警方出動催淚彈驅散示威者，港鐵於當晚約7時22分表示，應警方要求，西鐵綫來回方向會安排特別列車在朗屏站接載乘客離開車站，而其他列車則不停朗屏站[5]。直至當晚約11時57分，西鐵綫列車來回方向恢復於朗屏站上落客[6]。
- 2020年6月28日，一批身穿白衣的人士在站外的行人天橋擺設街站，收集支持「港區國安法」市民的簽名。有人拍攝到一群身穿白衣，背後寫有「支持 Protect Hong Kong Alliance」字樣，樣貌神情兇狠的男子於車站大堂聚集。直到傍晚6時許，一名女子帶同其年幼兒子經過街站時，懷疑因在簽名板上寫下「X」，而被白衣人包圍及毆打，該男童被打傷至眼角紅腫。同時有白衣人在場拍打《東方日報》的記者鏡頭，並稱「這個是不是黑記呀？」。同場擺設反對「港區國安法」街站的前學民思潮發言人黃子悅，其團隊的義工攝影師上前拍攝衝突期間也被遇襲。其後有大批人群聚集及爭執。警方到場拉起封鎖線，一度衝往朗屏邨驅散並截查市民；而防暴警員亦一度到場。而天水連線的區議員及立法會議員鄺俊宇也到場了解情況。事件中有3人受傷，而該名遇襲男童在父母陪同下登上警車離開，再送往天水圍醫院治理。而警方亦將白衣人帶回警署[7]。

## 車站上蓋發展

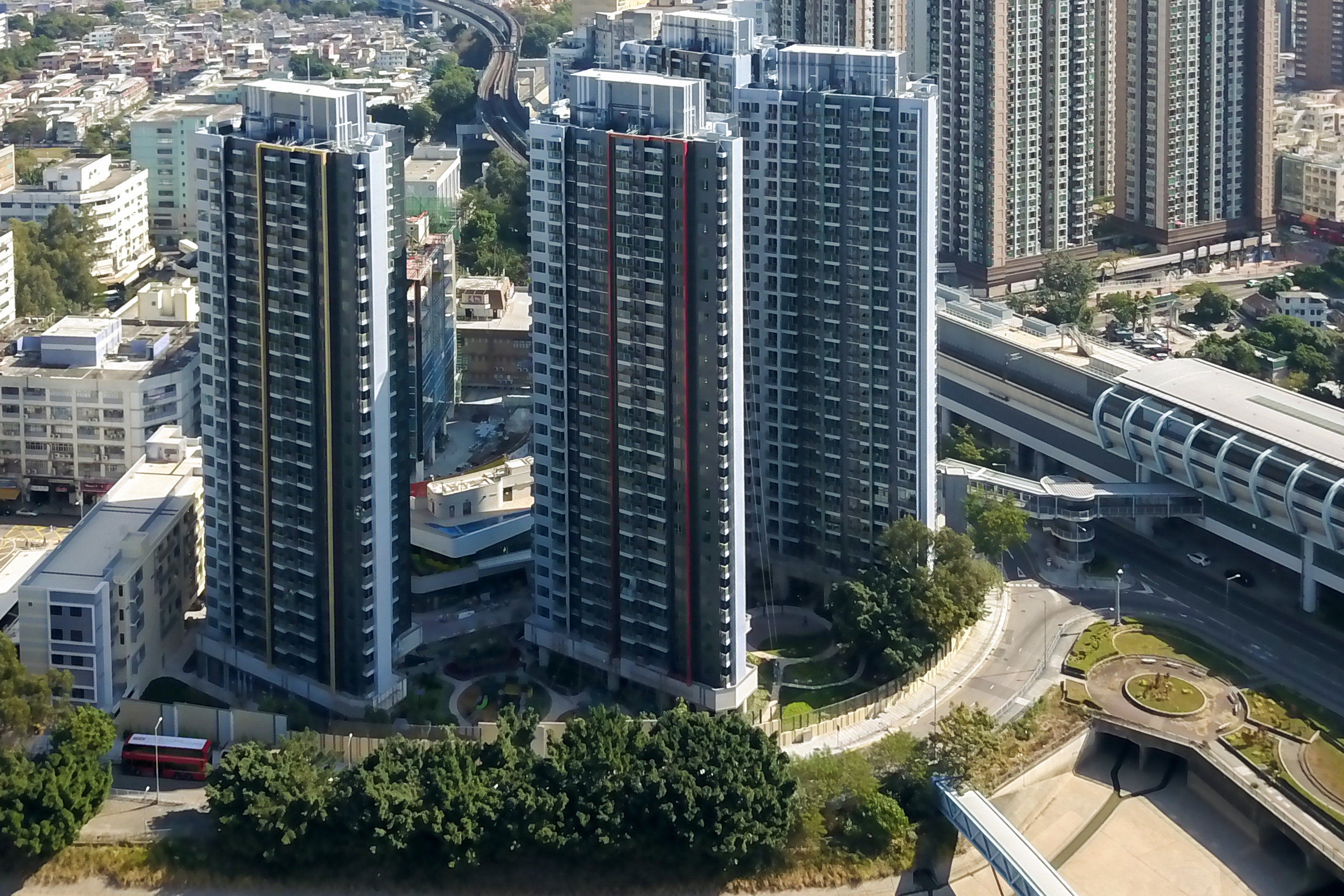
朗屏8號

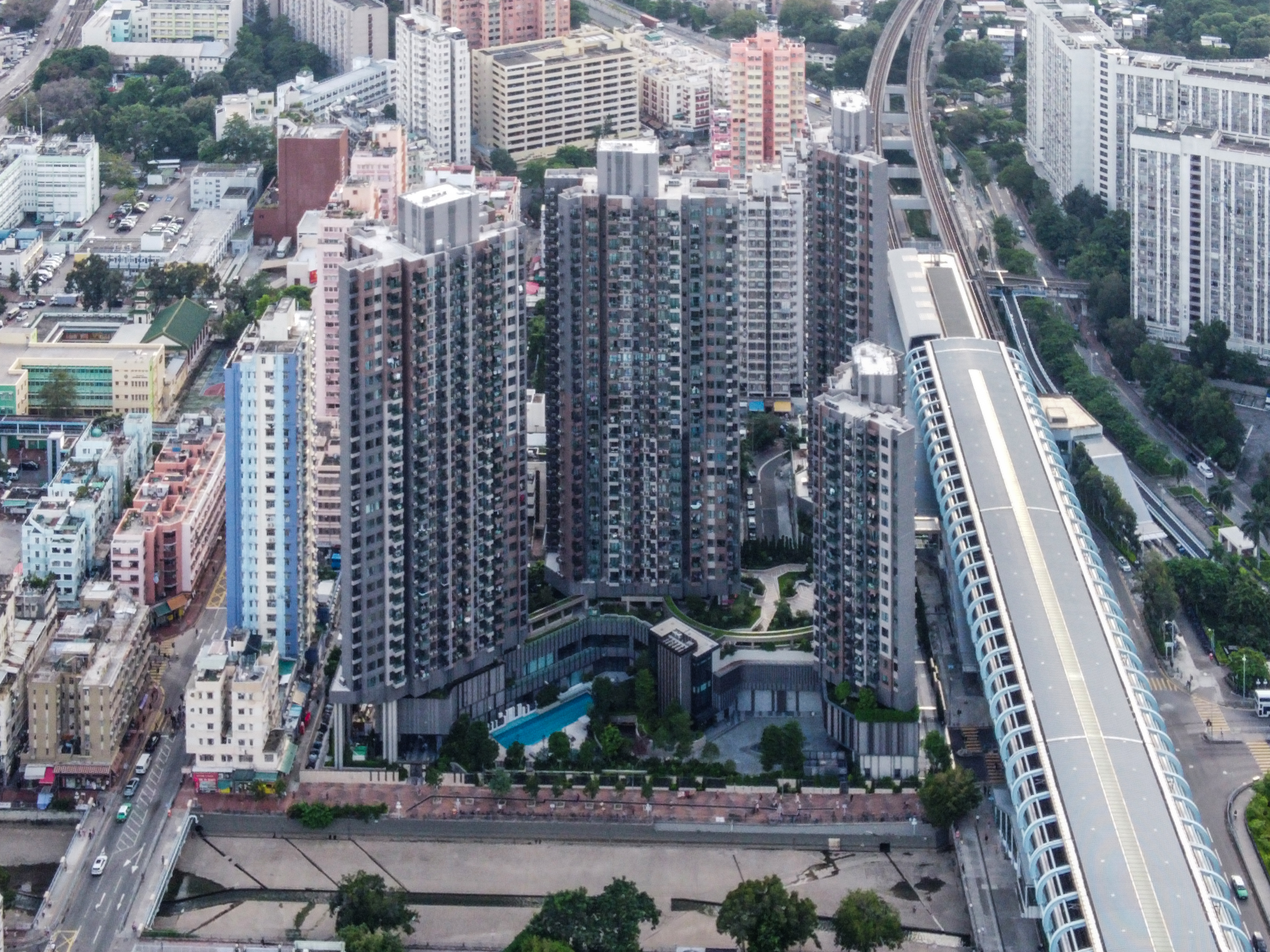
朗城匯

在朗屏站興建時，九鐵於車站南面及北面分別取得土地用作地產發展，其中朗屏（南）項目由華懋集團子公司投得，項目命名朗城匯，共提供720個單位，於2020年9月入伙；而朗屏（北）項目則由嘉華國際集團及信和置業合組財團取得發展權，現為朗屏8號，於2018年第一季入伙。

## 外部連結
- 港鐵公司－朗屏站街道圖 （页面存档备份，存于）
- 港鐵公司－朗屏站位置圖 （页面存档备份，存于）
- 港鐵公司－朗屏站列車服務時間 （页面存档备份，存于）
- 香港鐵路大典上的相关条目：朗屏站